# Isidor Gunsberg
Isidor Gunsberg (2 novembre 1854 à Pest - 2 mai 1930 à Londres) est un joueur d'échecs hongrois puis britannique, qui a fait partie de l'élite mondiale dans les années 1880 et a disputé un match de championnat du monde d'échecs contre Wilhelm Steinitz.

## Biographie et carrière

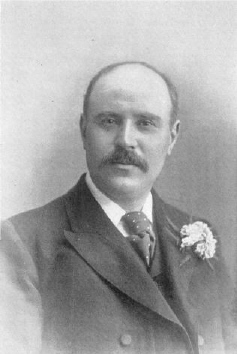
Isidor Arthur Gunsberg

Gunsberg, né en Hongrie, suivit ses parents à Londres en 1863, puis à Paris en 1866. Il émigra en Angleterre en 1876 et devint sujet britannique en 1908.
Gunsberg remporta son premier tournoi en 1885 : le quatrième congrès international allemand à Hambourg.
Il remporta le congrès britannique d'échecs à  Londres en 1885, puis à  Bradford en 1888 (quatrième congrès britannique) et à  Londres en 1889 (cinquième congrès, devancé par Bird au départage Sonneborn-Berger). Il termina troisième du congrès international américain en 1889 à New York (victoire de Mikhaïl Tchigorine et Miksa Weiss). 
En match, Gunsberg fut battu par son principal rival anglais, Joseph Henry Blackburne, au cours d'un match organisé en 1881, mais prit sa revanche en 1887. Il battit Henry Bird en 1886 et 1889 et fit match nul avec Mikhaïl Tchigorine en 1890. Il affronta en 1890-1891 à New York le tenant du titre mondial, Wilhelm Steinitz, qui conserva son titre (+6 -4 =9).
Lors du tournoi d'Hastings 1895, il termina 15e-16e sur 22 participants. 
À partir de 1893, des ennuis de santé l'amènent à réduire le nombre de compétitions, mais il conserve une activité importante en tant que chroniqueur d'échecs dans plusieurs journaux et magazines.

### Une partie
Mason-Gunsberg, New York, 1899
1. e4 e5 2. Cf3 Cc6 3. Fc4 Fc5 4. d3 d6 5. Fe3 Fb6 6. c3 Cf6 7. Cbd2 De7 8. a4 Fe6 9. Fb5 Fxe3 10. fxe3 a6 11. Fxc6+ bxc6 12. b4 0-0 13. 0-0 Cg4 14. De2 f5! 15. exf5 Fxf5 16. e4 Fd7 17. Cc4 Cf6 18. Ce3 g6 19. c4 Ch5! 20. g3 Fh3 21. Tf2 Cg7! 22. Db2 Ce6 23. Te1 Tf7 24. Tee2 Taf8 25. Ce1 Cd4 26. Td2 Dg5! 27. C3g2 Fxg2 28. Rxg2 De3 29. Rf1 Cb3! 0-1.